# Kalinowo (powiat giżycki)
Kalinowo (niem. Kallinowen) – osada w Polsce położona na Mazurach, w województwie warmińsko-mazurskim, w powiecie giżyckim, w gminie Giżycko przy drodze wojewódzkiej nr 592.
W latach 1975–1998 miejscowość należała administracyjnie do województwa suwalskiego.
Inne miejscowości o nazwie Kalinowo: Kalinowo